# Alpinia conghuaensis
Alpinia conghuaensis är en enhjärtbladig växtart som beskrevs av J.P.Liao och Te Lin g Wu. Alpinia conghuaensis ingår i släktet Alpinia och familjen Zingiberaceae. Inga underarter finns listade i Catalogue of Life.